# Carlinhos Brown

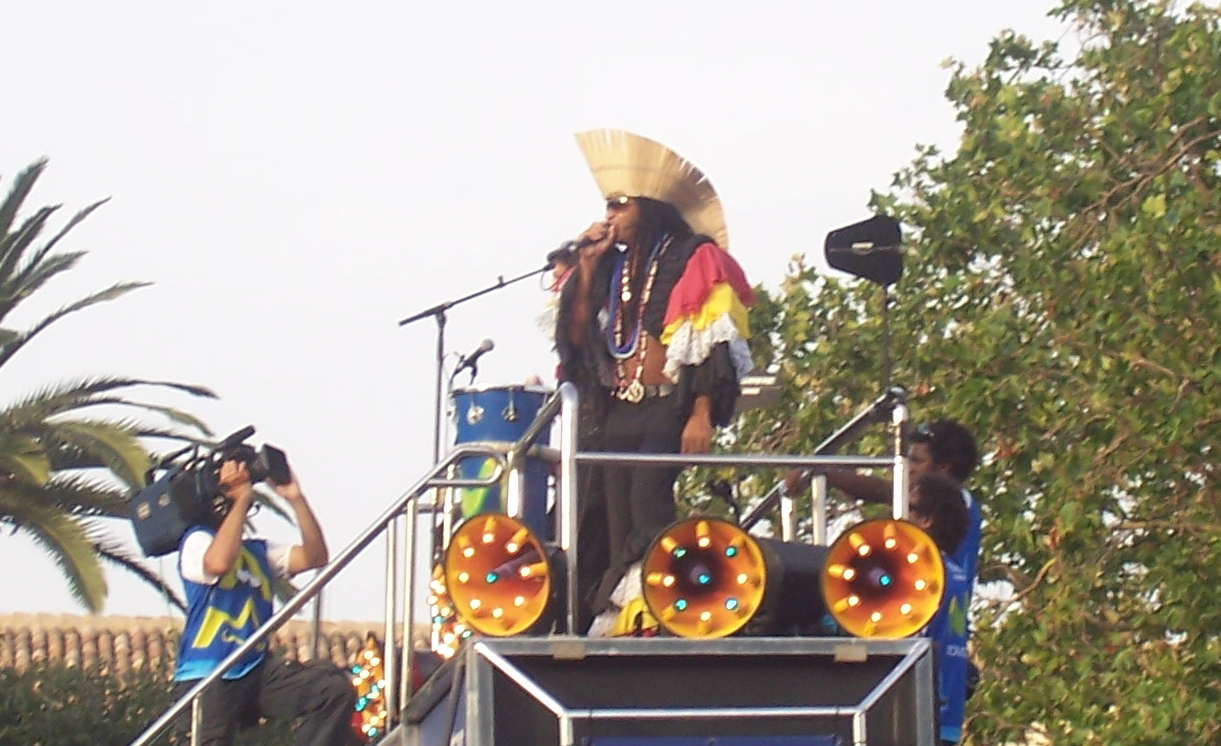
Carlinhos Brown.

Carlinhos Brown eller Carlito Marrón, som han är känd som i Spanien, är en brasiliansk musiker från Salvador, Bahia.

## Diskografi

### Studioalbum
- 1996 Alfagamabetizado (Blue Note Records)
- 1998 Omelete Man (Blue Note Records)
- 2001 Bahia do Mundo, Mito e Verdade (Blue Note Records)
- 2003 Carlinhos Brown é Carlito Marrón (Blue Note Records)
- 2004 Candyall Beat (Vale)